# Pseudanidorus laesicollis
Pseudanidorus laesicollis is een keversoort uit de familie schijnsnoerhalskevers (Aderidae). De wetenschappelijke naam van de soort werd in 1883 gepubliceerd door Léon Marc Herminie Fairmaire.